# Nationale Wirtschaft
Die Nationale Wirtschaft – Zeitschrift für Wirtschaftsrecht und Wirtschaftspolitik (anfangs mit Artikel Die Nationale Wirtschaft) war eine Zeitschrift, die von 1933 bis 1944 erschien. Bis 1935 erschien sie bei der Deutschen Rechts- und Wirtschaftswissenschaft Verlagsgesellschaft in Berlin, anschließend im Deutschen Rechtsverlag in Berlin, Leipzig und Wien. Ursprünglich war die Zeitschrift das Organ der Fachgruppe Wirtschaftsrechtler im Bund Nationalsozialistischer Deutscher Juristen, später des Nationalsozialistischen Rechtswahrerbunds und der Reichsfachschaft der Buch- und Steuerberater in der Deutschen Rechtsfront. Der Nationalsozialistische Rechtswahrerbund gab damit neben seinem Zentralorgan Deutsches Recht zeitweise eine weitere Zeitschrift heraus.